# Kolansko blato
Kolansko blato - blato Rogoza je močvarni ornitološki rezervat na otoku Pagu u Hrvatskoj.
Mediteranska je močvara u Kolanskome polju. Ornitološkim rezervatom proglašen je 1988. godine. Prostire se na površini od 535 hektara. Nalazi se na južnoj obali otoka Paga između Novalje i Kolana. Premda u statusu zaštićenog rezervata Republike Hrvatske, nemilice se uništava i degradira njegova biološka vrijednost. Radi prevencije daljnje devastacije Hrvatsko društvo za zaštitu ptica i prirode pokrenulo projekt Zaštita Kolanskog blata i blata Rogoza. U suradnji s projektom Ornitofauna močvara Hrvatske Zavoda za ornitologiju HAZU tiskan je informativni letak.
Kolansko blato je mediteranska močvara čija je karakteristika boćata voda i močvarna vegetacija. Neposredno okružje su obradiva polja i kameniti pašnjaci. Važna je zbog raznolike mediteranske flore i faune. Posebno je važna što se ptice porijeklom iz Hrvatske i drugih dijelova Europe tijekom proljetne i jesenske selidbe zaustavljaju u Kolanskom blatu radi hranjenja, odmora ili noćenja. Osim toga mnoge vrste ptica prezimljuju na ovom mjestu. Zabilježene su 163 ptičje vrste, od kojih je 66 gnjezdarica. Ovdje borave svilorepa, čapljica voljak, kokošica, veliki trstenjak, trstenjak cvrkutić, divlja patka,  glavata patka, mali gnjurac, crna liska, mlakuša, morski kulik, razne čaplje, blistavi ibis, ćurlini i dr.
Rezervat je ugrožen s više strana. Trska koja raste na rubovima obrasla je rubove pa se svake godine sve više smanjuje slobodna površinu vode. Neracionalni lov ptica, izlov ugora i jegulja vapnom i otrovnim mlječikama i širenje naselja Gajac ugrožava ovo područje. 

## Vanjske poveznice
- CROATIAN Amateur Radio FLORA FAUNA Program Croatian Protected Areas valid for Croatian (9A) and World Flora Fauna Programs - Kolansko blato  (Izvor: http://www.ezadar.hr)  Arhivirana inačica izvorne stranice od 14. ožujka 2017. (Wayback Machine)